# Shusheta (tango)
 Shusheta  es un tango cuya música es de Juan Carlos Cobián en tanto que la letra, agregada años después, pertenece a Enrique Cadícamo. Fue grabado por el compositor por primera vez en el año 1923 y, posteriormente, por otros artistas.

## Los autores
Juan Carlos Cobián fue un destacado compositor, director de orquesta, pianista y letrista de tango argentino que nació en Pigüé,  Provincia de Buenos Aires,  el 31 de mayo de 1896 y murió en Buenos Aires el 10 de diciembre de 1953. Era un innovador como ejecutante y como compositor. Cuando compuso Salomé inició junto a Enrique Pedro Delfino, creador del tango Sans Souci la tendencia innovadora del "tango romanza".
Enrique Cadícamo fue un poeta y escritor argentino, autor de numerosos tangos, algunos de los cuales son considerados clásicos del género. Nació en la ciudad de Luján en la provincia de Buenos Aires el 15 de julio de 1900 y falleció en Buenos Aires el 3 de diciembre de 1999.  Muy conocedor de la poesía de todos los tiempos, supo cantarle a los distintos aspectos de la vida y tanto el lunfardo como la poesía de alto vuelo.

## El nombre del tango
El significado más directo de shusheta es «petimetre», palabra que el diccionario español señala como proveniente del francés: petit maître, es decir señorito. Gobello afirma que proviene de la palabra del dialecto genovés ciuscetta y significa "escolar excesivamente aplicado y amigo de delatar a sus compañeros".

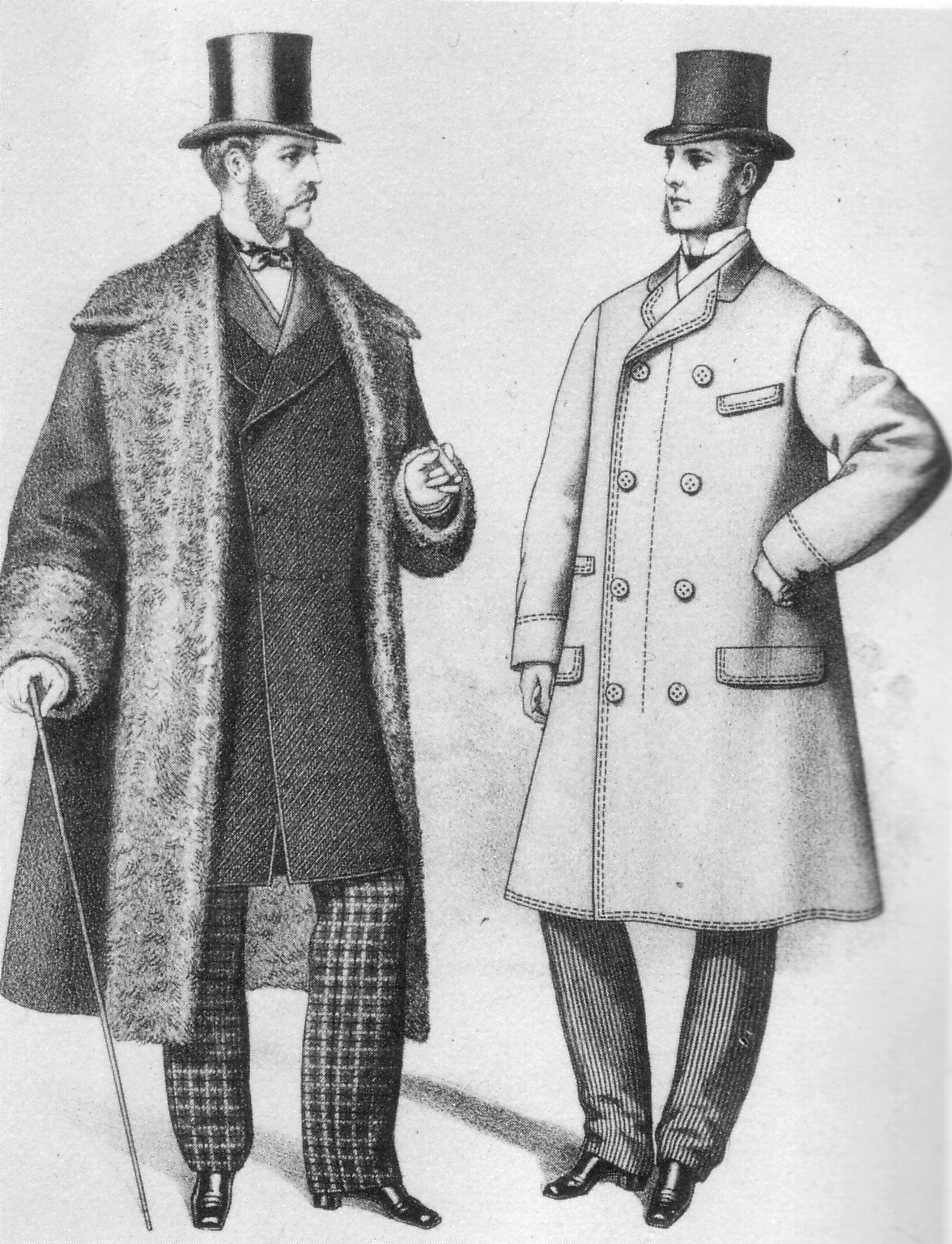
Shushetas

Oscar Conde dice que la voz del genovés sciuscetto, que significa "fuelle" y en segundo término "soplón" se incorporó al lunfardo con este último significado pero luego derivó en "petimetre, individuo muy afectado en el vestir.
Chiappara da como significado el de "dandy, joven apuesto y galanteador, pinta brava" y da como ejemplo el tango Shusheta  que dice "toda la calle Florida lo vio, con sus polainas, galera y bastón".

## Historia
Está controvertida la cuestión acerca de si este tango rememora, fue inspirado o tiene relación con algún personaje conocido del Buenos Aires de la época.
Cuando Cobián compuso la música en 1920 era amigo de Martín Alzaga Unzué, más conocido como Macoco, un hombre que reunía las condiciones para ser considerado un shusheta, en el sentido de persona preocupada por su apariencia y, en especial por su vestimenta; era joven, buen mozo, deportista, millonario y seductor y la mayoría de las opiniones se inclinan a considerarlo la fuente de inspiración del autor.
Cadícamo decía que el tango estaba inspirado en El Payo Roqué, cuyo nombre era Benjamín Roque, un  cordobés de buena familia que con su chispa solía alegrar las reuniones en el Jockey Club, el Club del Progreso, el Círculo de Armas, el Café de París y otros lugares de encuentro de la alta sociedad; vestía como un cajetilla, siempre con un clavel en el ojal y recibía un subsidio que le había otorgado su comprovinciano, protector y amigo, el presidente Miguel Juárez Celman. Murió en la pobreza total en 1932 y según crónicas de la época «fue amigo de todos, silbador maravilloso que jamás había trabajado pues vivió de la benevolencia de sus amistades». Existen otras personas, entre ellas José Carlos Corbatta, que en una nota del 11 de septiembre de 2000 publicada en el sitio Historia del País en Internet, dice haber escuchado de su padre que el tango fue inspirado por Jorge Newbery. 
Según la partitura editada por Breyer Hnos. el tango fue dedicado por Cobián «al señor Julio Martel», que no puede  ser el cantor por una cuestión cronológica. En la editada por Ricordi, la dedicatoria de  Cadícamo es al señor Mango Guerrico.
Enrique Cadícamo relató en sus Memorias que conoció personalmente a Cobián en 1922; en agosto de 1923 el músico disolvió su conjunto, vendió sus muebles y viajó a los Estados Unidos, detrás de una cupletista. Viajó por varios países trabajando y prosiguiendo sus relaciones románticas hasta que en 1928 regresó al país y al año siguiente le pidió al poeta que le ponga letra a diversos tangos de su autoría, entre ellos a “Shusheta”.
Juan Ángel Russo dice que la letra que escribió Cadícamo en 1934 comenzaba: 

Pobre shusheta, tu triunfo de ayer
hoy es la causa de tu padecer...
Te has apagao como se apaga un candil
y de shacao sólo te queda el perfil…
Algunos versos más adelante la letra atribuye al personaje del tango “patente de gigoló” y dice que “Madam Giorget te supo dar su gran amor de gigolet”. Esta letra nunca fue registrada, ni incorporada a las partituras editadas y recién el 27 de junio de 1938, Juan Carlos Cobián inscribió en SADAIC la música de “Shusheta”.

### Represión cultural de la dictadura de 1943
A partir de 1943 dentro de una campaña iniciada por la dictadura militar de 1943 que obligó a suprimir el lenguaje lunfardo, como así también cualquier referencia a la embriaguez o expresiones que en forma arbitraria eran consideradas inmorales o negativas para el idioma o para el país, en las obras que se emitían por radiodifusión y Shusheta fue uno de los tangos afectados tanto por su título como por su letra.
En 1944 Ángel D'Agostino le pidió a Cadícamo que adaptara la letra de “Shusheta” a la reglamentación oficial y con la autorización de Cobián cambió su nombre, pasando a ser El aristócrata y se modifica su letra, con lo que sus primeros versos quedan así: 

Toda la calle Florida te vio

con tus polainas, galera y bastón...
Dicen que fue, allá por su juventud,
un gran Don Juan del Buenos Aires de ayer.
Recién el 22 de febrero de 1946 Cadícamo registró esta nueva letra en SADAIC.
Ángel Vargas y después Roberto Goyeneche, emplearon la frase: «con sus polainas, galera y bastón», en tanto en la letra registrada en SADAIC, figura «con sus polainas, chambergo y bastón». En otra parte cantaron «engalanó la puerta del Jockey Club», mientras que Cadícamo había escrito: «que engalanó las fiestas del Jockey Club». 
Cuando el 5 de abril de 1945 Ángel D'Agostino y Ángel Vargas, grabaron este tango usaron la nueva letra pero suprimieron en el canto las estrofas quinta y sexta, posiblemente con el propósito de darle más espacio a la música propiamente dicha, en sintonía con el estilo milonguero de la orquesta. Esta es la letra más conocida por el público y la grabaron nuevamente el 30 de agosto de 1957 con la orquesta de Edelmiro D'Amario. Por su parte Roberto Goyeneche la registró en 1984 con el Sexteto Tango.
En las partituras editadas por Breyer Hnos. en vida de Juan Carlos Cobián, en la portada siempre aparecía una figura con galera, polainas y pipa, aunque sin  bastón. La partitura publicada el 22 de septiembre de 1965 o sea varios años después de fallecido el autor de la música está ilustrada conforme a la «nueva» letra incluida en ella: delante de un fondo de casas bajas, un hombre de acentuado aspecto malevo, con lengue y chambergo, recostado en un farol callejero, pero los primeros versos siguen haciendo referencia al uso de las polainas, galera y bastón.
Las restricciones a las letras continuaron al asumir el gobierno constitucional el general Perón y en 1949 directivos de Sadaic le solicitaron al administrador de Correos y Telecomunicaciones en una entrevista que se las anularan, pero sin resultado. Obtuvieron entonces una audiencia con Perón, que se realizó el 25 de marzo de 1949, y el presidente –que afirmó que ignoraba la existencia de esas directivas- las dejó sin efecto.
En octubre de 1953 se aprobó la Ley de Radiodifusión n° 14 241 que no tenía previsiones sobre el uso del lenguaje popular en radio pero las restricciones en alguna medida continuaban, y motivó la denuncia de SADAIC en enero de 1950 a la irradiación de ciertos temas por Radio El Mundo; no obstante tal denuncia, en 1952 la propia entidad de los autores acordó con las autoridades una lista de canciones populares que por razones de buen gusto o decoro idiomático no debían pasarse por radio; en definitiva, SADAIC no cuestionaba la censura en sí misma sino quién la aplicaba.

## Grabaciones
Entre otras grabaciones de Shusheta se encuentran las siguientes:
- Orquesta Típica Ángel D'Agostino con la voz de Ángel Vargas]
- Horacio Salgán para RCA Victor.
- Ángel Vargas el 30 de agosto de 1957 con la orquesta de Edelmiro D’Amario.
- Roberto Goyeneche en 1984 con el Sexteto Tango.
- Osvaldo Ribó, acompañado en guitarra por Hugo Rivas en 1978.